# Kikiallus Indian Nation
Die Kikiallus Indian Nation ist eine der von der Regierung der Vereinigten Staaten nicht als Indianerstamm anerkannten Gruppen im Bundesstaat Washington. Fälschlicherweise gelten sie gelegentlich als vom Bundesstaat anerkannt, nach Angaben des Governor’s Office of Indian Affairs von 2008 gibt es allerdings keine vom Bundesstaat anerkannten Stämme.
Die Kikiallus galten als Unterabteilung der Skagit. Sie lebten auf Camano Island sowie im Fir-Conway-Gebiet südlich des heutigen Mount Vernon. Von ihren zwei Dörfern zogen sie gelegentlich auch zum Jim Creek, einem Bach, der in den Stillaguamish River mündet. Mit den dortigen Stillaguamish hatten sie enge Beziehungen. Heute leben sie verstreut im Nordwesten Washingtons.
Der Skagit River, der in den Puget Sound mündet, hieß früher Kikiallus River.

## Geschichte
Im Gegensatz zu den meisten Stämmen der Nordwestküste gab es bei den Kikiallus keine Sklaven. Als sie den ersten Europäern begegneten, lebten sie in vier Langhäusern. Ihr Häuptling Sd-zo-mahtl unterzeichnete den Vertrag von Point Elliott im Jahr 1855. Ihr letzter indigener Häuptling war Bill Jack.
Eine Tochter der Jack-Familie heiratete den Iren John O’Brien, der Ende der 1850er Jahre in die Region gekommen war. Auf das Paar geht eine große Zahl der heutigen Kikiallus zurück.
Die Kikiallus haben zwar einen Stammesrat und einen Häuptling, doch fehlt ihnen die staatliche Anerkennung. Mit Docket 261 versuchten sie, eine Kompensation für die 8.060 Acre Land zu erhalten, das sie mit dem Vertrag von 1855 gegen 5.973,31 Dollar abgetreten hatten. Von diesem Land lagen 4.560 Acre am Nordende von Camano Island, und 3.500 Acre im Gebiet der Skagit Bay. Am 7. Juni 1972 stellte die Indian Claims Commission fest, dass ihnen insgesamt 12.000 Dollar zustanden. Daher wurde der Restbetrag von 6.026,69 Dollar am 7. Juni 1972 nachgezahlt.